# Американська зона окупації Німеччини
Американська зона окупації Німеччини — території Німеччини, які після закінчення Другої світової війни в Європі перебували під управлінням військової адміністрації США.

## Передумови
Потсдамська конференція та підписаний на ній договір «Політичних та економічних принципів, якими необхідно керуватися при поводженні з Німеччиною у початковий контрольний період» поставили крапку у питанні найближчого майбутнього післявоєнної Німеччини. Політичні принципи зводилися до демократизації та денацифікації, а економічні до демонополізації та демілітаризації .

## Території
До складу американської окупаційної зони увійшли Баварія, Гессен, північні частини Бадена і Вюртемберга, Бремен. Вона охоплювала територію в 110 075 км², з населенням у 16 682 573 осіб. Колишні територіальні кордони суб'єктів, що існували при Рейху, спрощувалися.